# Araçás (Aquiraz)
Araçás é um povoado do município brasileiro de Aquiraz, no litoral leste, próximos de Aroeira e Caponga da Bernarda, na Região Metropolitana de Fortaleza, no estado do Ceará. Pertence ao distrito de Patacas e de acordo com o Instituto Brasileiro de Geografia e Estatística (IBGE), sua população no ano de 2010 era de 1.332 habitantes, sendo 686 mulheres e 646 homens, possuindo um total de 377 domicílios particulares.

## Significado e origem do nome
[Bot.]- Araça, também chamada de araça-boi, é uma planta da família das Myrtáceas , gênero Eugenia. É
originária da região amazônica e adaptável ao clima tropi-cal úmido. A planta é um arbusto com cerca de 3 metros de altura. Seus frutos tem casca de cor amarelo-ouro, bas-tante fina, polpa ácida sendo usada na confecção de sucos, sorvetes e geléias. É encontrada em todo o Brasil, menos na região Sul.
O nome científico do araça é: Eugenia Stipitata